# Aarno Maliniemi
Aarno Henrik Maliniemi (9 mai 1892 Oulu - 8 octobre 1972 Helsinki, nommé Malin jusqu'en 1930) est un historien de l'Église finlandaise. Il étudie à l'université Alexandre d'Helsingfors (aujourd'hui université d'Helsinki). Il enseigne en tant que professeur l'histoire religieuse à l'université d'Helsinki entre 1945 et 1960.
Maliniemi est connu comme expert en histoire religieuse médiévale, et également comme connaisseur de la littérature finnoise ancienne.